# Conacul cu parc al lui Dombas
Conacul cu parc al lui Dombas este o clădire amplasată în Sloveanca, raionul Sîngerei, Republica Moldova. Este un monument arhitectural de importanță națională inclus în Registrul monumentelor Republicii Moldova ocrotite de stat cu nr. 2547 (raionul Sîngerei). Datează din jum. II a sec. XIX.